# ルイ・シュラウダー
ルイ・シュラウダー（Louis Schreuder、1990年4月25日 - ）は、プレミアシップバースに所属するラグビーユニオン選手。

## プロフィール
- 南アフリカ・パール出身[1]。
- ポジションはスクラムハーフ(SH)。
- 身長 184cm、体重 82kg
- 南アフリカ代表キャップは1（2022年9月現在）。
- U20南アフリカ代表に選ばれたことがある[2]。

## 略歴
ウェスタン・プロヴィンス、ストーマーズを経て、2016年、クボタスピアーズ(現・クボタスピアーズ船橋・東京ベイ)に加入。同年8月27日に行われたジャパンラグビートップリーグ第1節の東芝ブレイブルーパス戦に途中出場で日本での公式戦初出場を果たした。
2017年、クボタスピアーズ退団後、キングス、シャークス、シャークス、RCトゥーロン、ニューカッスル・ファルコンズを経て、2022年、バースに加入。 